# エルジュビェタ・オストログスカ

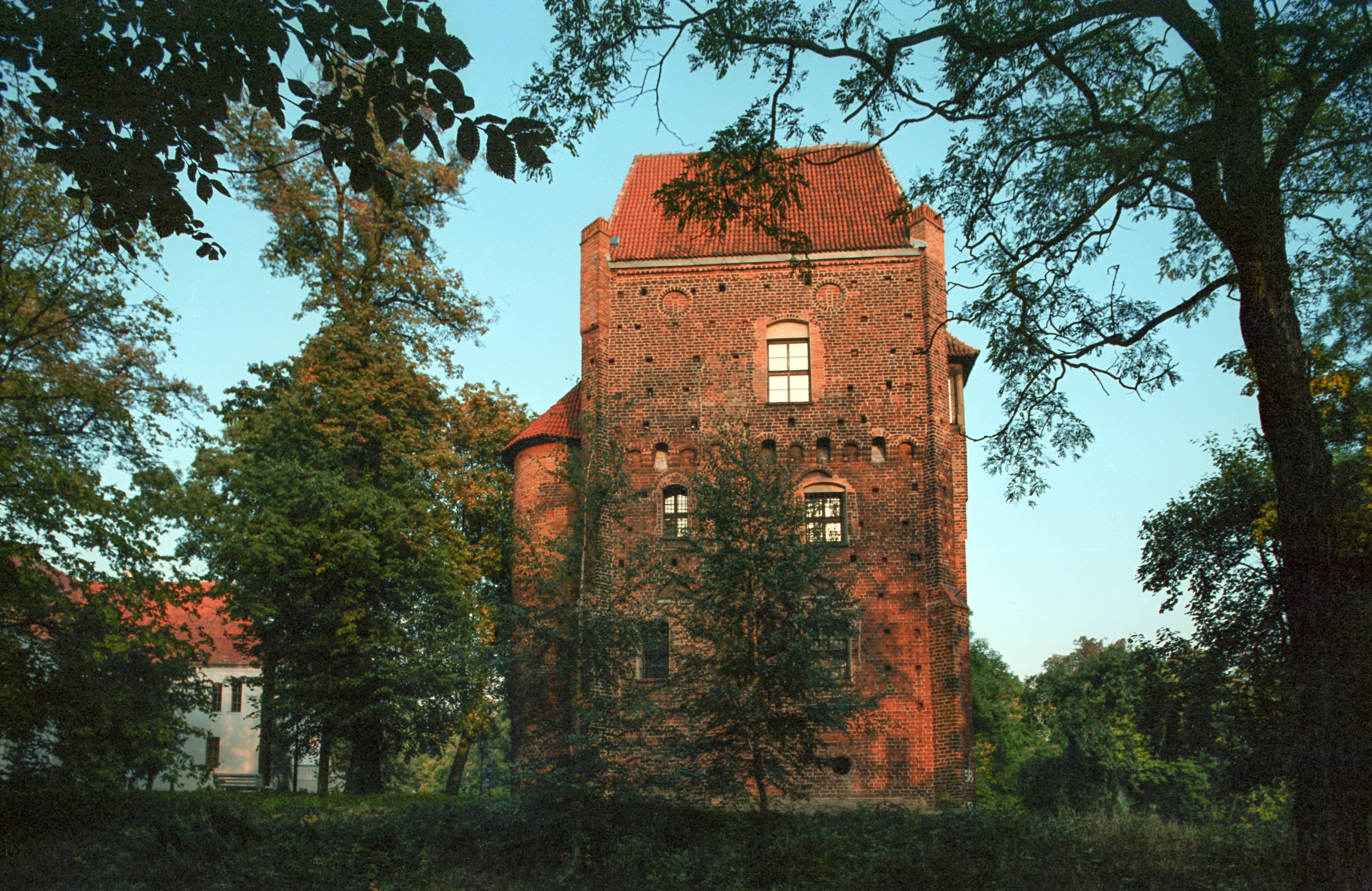
シャモトゥヴィ城中にある塔「闇の姫の牢獄」

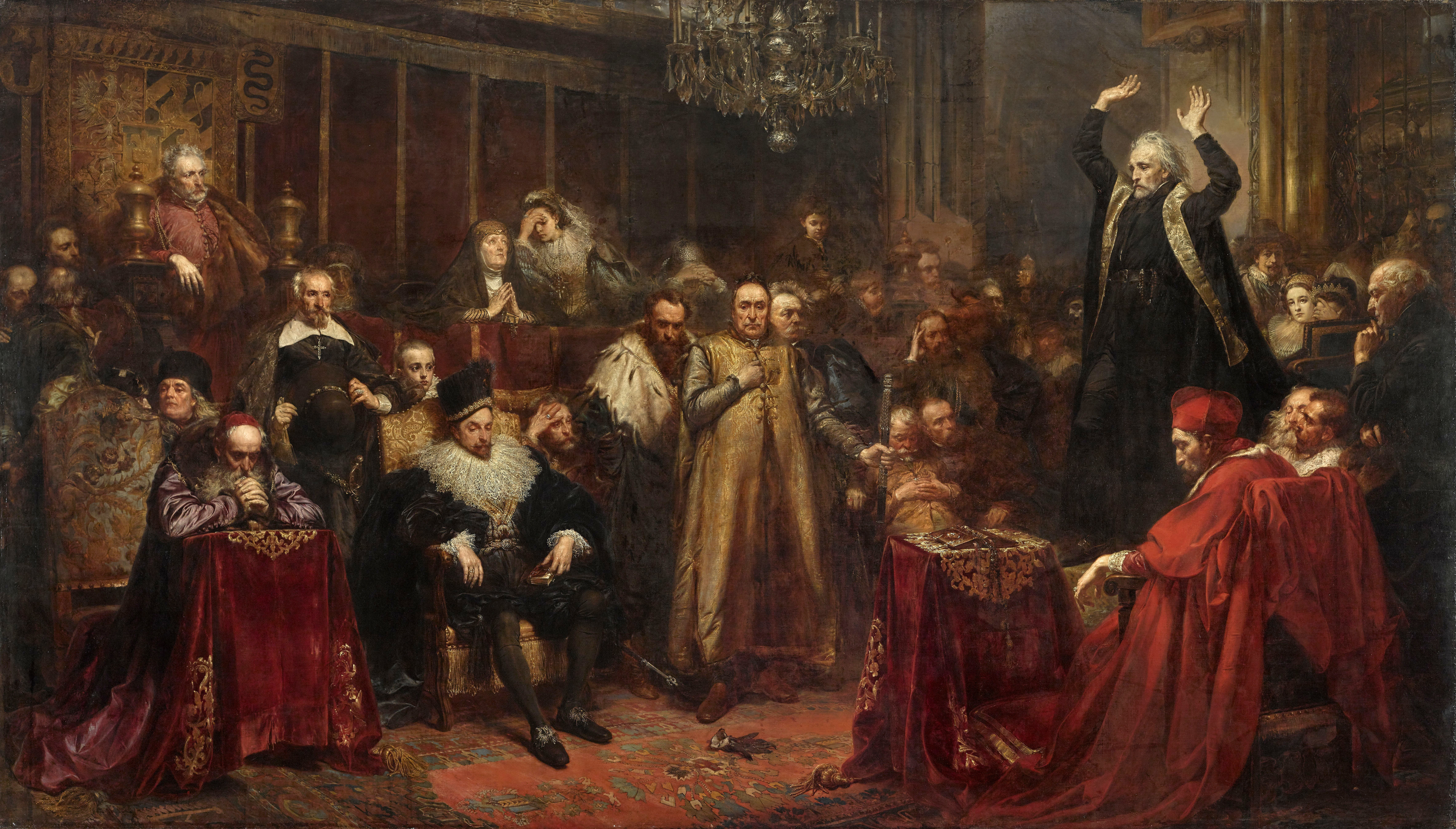
「スカルガの説教」ヤン・マテイコ画

エルジュビェタ・カタジナ・オストログスカ（ポーランド語:Elżbieta Katarzyna Ostrogska,　1539年11月19日 - 1582年12月）は、ポーランド・リトアニア共和国の貴族女性、公女。名前はハルシュカ（Halszka）とも呼ばれる。イリヤ・オストログスキ公の一人娘としてその死後に生まれ、莫大な財産を相続したために、大勢の求婚者に追いまわされる悲劇的な生涯を送った。

## 生涯
1553年、エルジュビェタが13歳になると、叔父のコンスタンティ・ヴァシーリ・オストログスキ公はエルジュビェタの実母ベアタの反対を押し切って、彼女をカーニウ、チェルカスィ、ジトーミルの代官を務めていたディミトリ・サングシュコ公に嫁がせた。しかし、まもなくディミトリは国王ジグムント・アウグストに対して無礼を働いたために国外逃亡の必要に迫られたが、ヤロミェルでマルチン・ズボロフスキに捕まって殺された。
1555年、彼女の後見人でもあった国王はハルシュカをポズナン県、カリシュ県、ウェンチツァ県、ブジェシチ・クヤヴィ県の知事を歴任したウカシュ・グルカと再婚させようとした。しかしこの結婚は、シェミョン・オレルコヴィチ・スウツキ公との結婚を望むハルシュカとその母ベアタの意に反したものであり、母娘は抗議のためリヴィウの聖ドミニク教会に逃亡した。シェミョン公は乞食に身をやつしてリヴィウに現れ、1559年ハルシュカと秘密結婚した。だが国王はこの秘密結婚を認めず、エルジュビェタにグルカの元へ戻るよう命令を下した。教会は国王が差し向けた兵士たちに包囲され、母娘は引き渡されて国王の命令に従うほかなくなった。
エルジュビェタの母親ベアタはその後も長年に渡り、シェミョン・オレルコヴィチが死ぬまで娘とウカシュ・グルカとの結婚を解消させるよう働きかけを続けた。ベアタが死ぬと、エルジュビェタは法律上の夫グルカと共に社会事業に取り組むようになった。エルジュビェタはグルカが死んだ1573年1月まで、この夫が所有するシャモトゥヴィの城で暮らした。彼女が3度目に寡婦となると、叔父のコンスタンティ・ヴァシーリは姪の財産の一部を自分の息子であるヤヌシュに譲らせた。エルジュビェタは1582年、精神に異常を来した状態で死去した。43歳だった。

## フィクション
- ユゼフ・イグナツィ・クラシェフスキの小説『ハルシュカ』（1838年、ヴィリニュス）は、エルジュビェタの悲劇的な生涯を元に執筆された。
- ヤン・マテイコは自身の絵画「ピョートル・スカルガの説教」にエルジュビェタを登場させている。
- シャモトゥヴィの城の中にある塔の一つは、「闇の姫の牢獄」と呼ばれており、エルジュビェタは夫の命令でその牢獄に閉じ込められ、鉄仮面を被せられていたという伝説が残っている。

## 系図
| カタジナ・テルニチャンカ | カタジナ・テルニチャンカ | カタジナ・テルニチャンカ | カタジナ・テルニチャンカ | カタジナ・テルニチャンカ | カタジナ・テルニチャンカ |                          |                          |                          |                          |                          |                          | ジグムント1世 ? | ジグムント1世 ? | ジグムント1世 ? | ジグムント1世 ? | ジグムント1世 ?                | ジグムント1世 ? |  |  | タティアナ・コレツカ | タティアナ・コレツカ | タティアナ・コレツカ | タティアナ・コレツカ | タティアナ・コレツカ | タティアナ・コレツカ |                        |                        |                        |                        |                        |                        | コンスタンティ・オストログスキ | コンスタンティ・オストログスキ | コンスタンティ・オストログスキ | コンスタンティ・オストログスキ | コンスタンティ・オストログスキ | コンスタンティ・オストログスキ |  |  |
| カタジナ・テルニチャンカ | カタジナ・テルニチャンカ | カタジナ・テルニチャンカ | カタジナ・テルニチャンカ | カタジナ・テルニチャンカ | カタジナ・テルニチャンカ |                          |                          |                          |                          |                          |                          |                 | ジグムント1世 ? | ジグムント1世 ? | ジグムント1世 ? | ジグムント1世 ?                | ジグムント1世 ? |  |  | タティアナ・コレツカ | タティアナ・コレツカ | タティアナ・コレツカ | タティアナ・コレツカ | タティアナ・コレツカ | タティアナ・コレツカ |                        |                        |                        |                        |                        |                        | コンスタンティ・オストログスキ | コンスタンティ・オストログスキ | コンスタンティ・オストログスキ | コンスタンティ・オストログスキ | コンスタンティ・オストログスキ | コンスタンティ・オストログスキ |  |  |
|                          |                          |                          |                          |                          |                          |                          |                          |                          |                          |                          |                          |                 |                 |                 |                 |                                |                 |  |  |                      |                      |                      |                      |                      |                      |                        |                        |                        |                        |                        |                        |                                |                                |                                |                                |                                |                                |  |  |
|                          |                          |                          |                          |                          |                          | ベアタ・コシチェエレツカ | ベアタ・コシチェエレツカ | ベアタ・コシチェエレツカ | ベアタ・コシチェエレツカ | ベアタ・コシチェエレツカ | ベアタ・コシチェエレツカ |                 |                 |                 |                 |                                |                 |  |  |                      |                      |                      |                      |                      |                      | イリヤ・オストログスキ | イリヤ・オストログスキ | イリヤ・オストログスキ | イリヤ・オストログスキ | イリヤ・オストログスキ | イリヤ・オストログスキ |                                |                                |                                |                                |                                |                                |  |  |
|                          |                          |                          |                          |                          |                          | ベアタ・コシチェエレツカ | ベアタ・コシチェエレツカ | ベアタ・コシチェエレツカ | ベアタ・コシチェエレツカ | ベアタ・コシチェエレツカ | ベアタ・コシチェエレツカ |                 |                 |                 |                 |                                |                 |  |  |                      |                      |                      |                      |                      |                      | イリヤ・オストログスキ | イリヤ・オストログスキ | イリヤ・オストログスキ | イリヤ・オストログスキ | イリヤ・オストログスキ | イリヤ・オストログスキ |                                |                                |                                |                                |                                |                                |  |  |
|                          |                          |                          |                          |                          |                          |                          |                          |                          |                          |                          |                          |                 |                 |                 |                 |                                |                 |  |  |                      |                      |                      |                      |                      |                      |                        |                        |                        |                        |                        |                        |                                |                                |                                |                                |                                |                                |  |  |
|                          |                          |                          |                          |                          |                          |                          |                          |                          |                          |                          |                          |                 |                 |                 |                 | エルジュビェタ・オストログスカ |                 |  |  |                      |                      |                      |                      |                      |                      |                        |                        |                        |                        |                        |                        |                                |                                |                                |                                |                                |                                |  |  |